# Real Live
Real Live is een livealbum van Bob Dylan met opnamen van de tournee in de zomer van 1984 door Europa. Voor de kerstverkopen werd het album uitgebracht op 29 november 1984 op Columbia Records. Dylan had een contract getekend met Bill Graham voor deze stadiontournee met in het voorprogramma Carlos Santana en soms Joan Baez als gast. De tour begon op 28 mei 1984 in Verona en eindigde op 8 juli in Slane in Ierland.

## Productie
Dylan vroeg Mick Taylor voor de tournee een ervaren groep samen te stellen. Taylor koos drummer Colin Allen, organist Ian McLagan en bassist Gregg Sutton. Glyn Johns werd aangetrokken als producer, Taylor zelf speelde gitaar. Op "Tombstone Blues" speelt Carlos Santana mee op gitaar.

## De nummers
Alle muziek en teksten zijn geschreven door Bob Dylan. 
| 1.                 | Highway 61 Revisited | Wembley, 7 juli                    | 5:07 |
| 2.                 | Maggie's Farm        | Wembley, 7 juli                    | 4:54 |
| 3.                 | I and I              | Slane Castle, Ierland, 8 juli      | 6:00 |
| 4.                 | License to Kill      | St. James' Park, Newcastle, 5 juli | 3:26 |
| 5.                 | It Ain't Me, Babe    | Wembley, 7 juli                    | 5:17 |
| Totale duur: 24:44 |                      |                                    |      |

| 1.                 | Tangled Up in Blue          | Wembley, 7 juli                    | 6:54 |
| 2.                 | Masters of War              | Wembley, 7 juli                    | 6:35 |
| 3.                 | Ballad of a Thin Man        | Wembley, 7 juli                    | 4:17 |
| 4.                 | Girl from the North Country | Slane Castle, Ierland, 8 juli      | 4:25 |
| 5.                 | Tombstone Blues             | St. James' Park, Newcastle, 5 juli | 4:32 |
| Totale duur: 26:43 |                             |                                    |      |

- MusicBrainz release group: c071ff9b-51f6-3999-aaba-594002dc6022